# Alexander Beresford-Hope

Alexander Beresford-Hope

 Alexander James Beresford Beresford-Hope (geborener Hope, * 25. Januar 1820; † 20. Oktober 1887) war ein britischer Politiker und Schriftsteller.

## Leben
Beresford Hope, war der dritte und jüngste Sohn von Thomas Hope aus dessen Ehe mit Hon. Louisa Beresford, Tochter des William Beresford, 1. Baron Decies. Er gehörte zur sogenannten Partei des Jungen England und machte sich frühzeitig durch seinen Eifer für die Wiederherstellung der altenglischen Kirchendenkmäler bemerkbar.
Beim Tod des kinderlosen zweiten Ehegatten seiner Mutter, William Beresford, 1. Viscount Beresford, erbte er dessen Ländereien, einschließlich der Anwesen Bedgebury Park in Kent und Beresford Hall in Staffordshire, und ergänzte als dessen Generalerbe mit königlicher Erlaubnis vom 30. Mai 1854 seinen Familiennamen von „Hope“ zu „Beresford-Hope“.
Von 1841 bis 1852 und von 1857 bis 1859 war er als Abgeordneter für Maidstone Mitglied des House of Commons. Bei den Neuwahlen 1852 und 1859 unterlag er jeweils. Von 1865 bis 1868 war er Abgeordneter für Stoke-upon-Trent und von 1868 bis 1887 Abgeordneter für die Universität Cambridge.
Lord Beaconsfield ernannte ihn 1880 zum Mitglied des Privy Councils. Hope war in allen Dingen von hochkonservativer Gesinnung und zugleich einer der unnachgiebigsten Vertreter der englischen Hochkirche. Er veröffentlichte:
- Essays (1844);
- English cathedrals in the XIX. century (1861);
- The social and political bearings of the American disruption (1863);
- Cathedrals in their missionary aspects (1872);
- Hints towards peace in ceremonial matters (1874);
- Worship in the church of England (1874); die Romane
- Strictly tied-up (1880) und
- The Brandreth (1882);
- Worship and order (1883) u. a.

1842 heiratete er Lady Mildred Gascoyne-Cecil, Tochter des James Gascoyne-Cecil, 2. Marquess of Salisbury. Mit ihr hatte er sieben Töchter und drei Söhne.